# (467106) 2016 EB59
(467106) 2016 EB59 es un asteroide perteneciente al cinturón de asteroides, descubierto el 13 de marzo de 2007 por el equipo Spacewatch desde el Observatorio Nacional de Kitt Peak (Arizona, Estados Unidos).